# OpenDNS
OpenDNS este un serviciu gratis de rezoluție DNS.

## Servicii
OpenDNS oferă servicii de rezoluție DNS pentru consumatori și pentru sectorul business ca o alternativă la utilizarea serviciilor DNS oferite de furnizorul de servicii internet. Prin plasarea serverelor companiei în locații strategice și care utilizează un cache mare de nume de domenii, de obicei, OpenDNS procesează cererile mult mai rapid,  astfel contribuind la creșterea vitezei de retragere a cererilor.

Captură de ecran a unui site blocat din motivul phishing-ului

Alte caracteristici includ un filtru anti-phishing, blocare de domeniu și corectarea adreselor introduse greșit (de exemplu, tastând "wikipedia.og" în loc de "wikipedia.org"). Prin colectarea listelor de site-uri rău intenționate, OpenDSN blochează accesul la aceste site-uri atunci când un utilizator încearcă să le acceseze prin intermediul serviciului lor. OpenDNS a lansat, de asemenea, PhishTank, în cazul în care utilizatorii din întreaga lume pot depune și revizui site-uri suspectate de phishing.
OpenDNS nu este software open-source, ci se referă la conceptul serviciilor de rezoluție DNS de a fi deschise, unde cererile de serviicii DNS sunt acceptate de la orice sursă.